# Новодранова, Валентина Фёдоровна
Валенти́на Фёдоровна Новодра́нова (26 октября 1934 — 14 августа 2023) — советский и российский филолог-латинист, терминовед. Доктор филологических наук, заслуженный работник высшей школы РФ (1998).

## Биография
В 1957 году окончила классическое отделение филологического факультета МГУ им. М. В. Ломоносова. В 1971 году защитила кандидатскую диссертацию «Сопоставительный анализ грамматической категории рода (на материале романских языков)» под руководством доктора филологических наук Д. Е. Михальчи. В 1990 году защитила докторскую диссертацию «Латинские основы медицинской терминологии (именное словообразование)» (научный консультант — доктор филологических наук Е. С. Кубрякова).
Заведовала кафедрами иностранных языков (1988—1999) и латинского языка и основ терминологии (1972—2017) МГМСУ им. А. И. Евдокимова. В МГМСУ преподавала: Латинский язык и основы терминологии; Греко-латинская клиническая терминология (электив); Греко-латинская стоматологическая терминология (электив).
Председатель Рабочей группы по латинскому языку и основам терминологии учебно-методической комиссии по лингвистическим дисциплинам УМО Министерства здравоохранения РФ, член Президиума Общероссийской общественной организации «Российская ассоциация лингвистов-когнитологов», редколлегии журнала «Когнитивные исследования языка», диссертационного совета Д.002.006.03 по теории языка при Институте языкознания РАН, Российского терминологического общества, Терминологической комиссии РАМН.
Создатель научных школ по когнитивному терминоведению в Самарском медицинском университете, Калининградском техническом университете.
Автор более 250 научных работ, изданных в российской и зарубежной печати, по проблемам классической филологии, общего языкознания, когнитивной лингвистики и терминоведения, в том числе двух монографий и десяти учебных пособий и терминологических словарей.
За активную деятельность в области разработки проблем терминологии решением Австрийской национальной комиссии ЮНЕСКО удостоена специальной премии Ойгена Вюстера.

## Избранные труды
- В соавторстве с: Кочкарева А. Г., Рыжкина З. А. Толковый латинско-русский словарь терминов терапевтической стоматологии. — М.: ГЭОТАР-Медиа, 2006. — 160 с. — ISBN 5-9704-0225-7
- В соавторстве c: Дудецкая С. Г., Никольский В. Ю. Толковый англо-русский и русско-английский словарь метафорических терминов черепно-челюстно-лицевой хирургии и стоматологии. — М.: Медицинское информационное агентство, 2007. — 344 с. — ISBN 9785894815231
- В соавторстве с: Кочкарева А. Г. Толковый латинско-русский словарь кардиологических терминов: Учебное пособие для вузов. — М.: ГЭОТАР-Медиа, 2008. — 144 с. — ISBN 978-5-9704-0393-8
- Именное словообразование в латинском языке и его отражение в терминологии. — М.: Языки русской культуры, 2008 /Серия: Studia philologica/. — 328 с. — ISBN 978-5-9551-0282-5
- В соавторстве c: Массалина И. П. Дискурсивные маркеры[англ.] в английском языке военно-морского дела. — Калиниград: Издательство КГТУ, 2009. — 278 с. — ISBN 3845425059 — ISBN 978-3845425054
- В соавторстве c: Бухарина Т. Л., Михина Т. В. Латинский язык: Учебное пособие. — М.: ГЭОТАР-Медиа, 2020. — 496 с. — ISBN 978-5-9704-3182-5
- В соавторстве c: Бухарина Т. Л. Латинский язык и греко-латинская терминология. — 2-е издание, перераб. и доп. — М.: ГЭОТАР-Медиа, 2022. — 192 с. — ISBN 978-5-9704-6428-1

### В качестве редактора
- Бахрушина Л. А. Словообразовательные модели анатомических терминов: Учебное пособие / Под ред. В. Ф. Новодрановой. — М.: ГЭОТАР-Медиа, 2018. — 192 с. — ISBN 978-5-9704-4124-4
- Нечай М. Н. Латинский язык и стоматологическая терминология: Учебник / Под ред. В. Ф. Новодрановой. — М.: Кнорус, 2021. — 320 с. — ISBN 978-5-406-02494-2
- Йова Н. М. Греко-латинская медицинская терминология. Анатомическая, клиническая, фармацевтическая / Под ред. В. Ф. Новодрановой. — М.: ЛитТерра, 2023. — 288 с. — ISBN 978-5-4235-0398-7